# 2032 (album)
2032 je studiové album rockové skupiny Gong, vydané v září 2009 u vydavatelství G-Wave. Nahráno bylo během jara a léta toho roku v Londýně a o produkci se staral kytarista Steve Hillage. Album popisuje dosud neznámou planetu Gong.

## Seznam skladeb
| Pořadí | Název                    | Autor                                      | Délka |
| ------ | ------------------------ | ------------------------------------------ | ----- |
| 1.     | City of Self Fascination | Daevid Allen                               | 6:04  |
| 2.     | Digital Girl             | Allen, Steve Hillage                       | 4:22  |
| 3.     | How to Stay Alive        | Allen, Hillage, Mike Howlett, Chris Taylor | 8:05  |
| 4.     | Escape Control Delete    | Allen, Hillage, Miquette Giraudy, Howlett  | 7:57  |
| 5.     | Yoni Poem                | Gilli Smyth, Giraudy                       | 2:08  |
| 6.     | Dance with the Pixies    | Allen                                      | 4:36  |
| 7.     | Wacky Baccy Banker       | Allen, Hillage                             | 8:20  |
| 8.     | The Year 2032            | Allen                                      | 5:38  |
| 9.     | Robo-Warriors            | Smyth, Giraudy                             | 2:59  |
| 10.    | Guitar Zero              | Allen, Taylor                              | 4:54  |
| 11.    | The Gris Gris Girl       | Allen, Hillage                             | 6:29  |
| 12.    | Wave and a Particle      | Smyth, Giraudy                             | 2:04  |
| 13.    | Pinkle Ponkle            | Allen, Hillage, Smyth                      | 4:34  |
| 14.    | Portal                   | Hillage                                    | 7:08  |

## Sestava
- Daevid Allen – zpěv, kytara
- Steve Hillage – kytara
- Gilli Smyth – zpěv, šepot
- Miquette Giraudy – syntezátor
- Mike Howlett – baskytara
- Chris Taylor – bicí
- Theo Travis – saxofon, flétna
- Didier Malherbe – duduk, saxofon, flétna
- Yuji Katsui – elektrické housle
- Elliet Mackrell – housle
- Stefanie Petrik – doprovodné vokály